# Regional (Renfe)
Pour les articles homonymes, voir Regional.
 (janvier 2020).

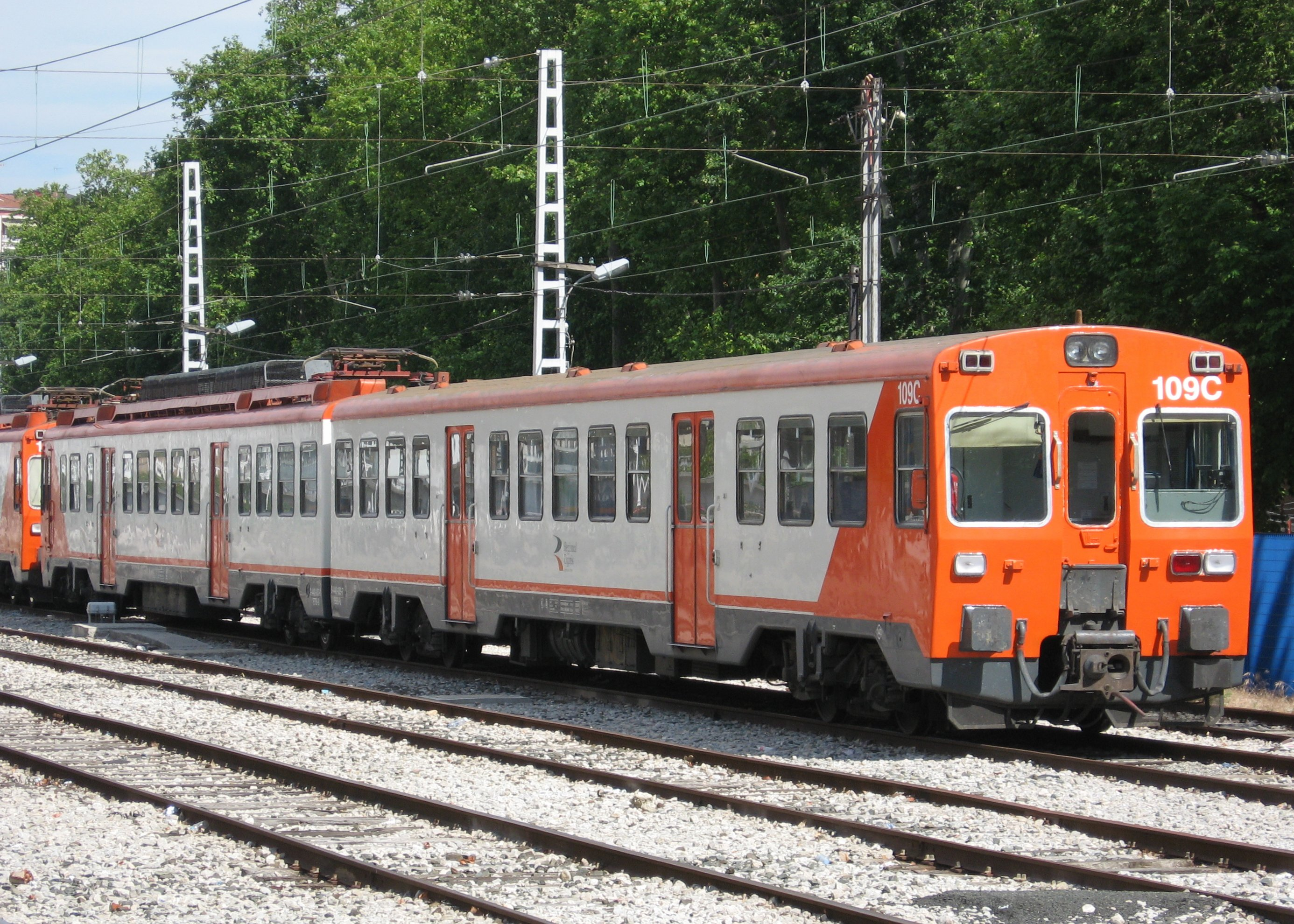
Train de la série 440

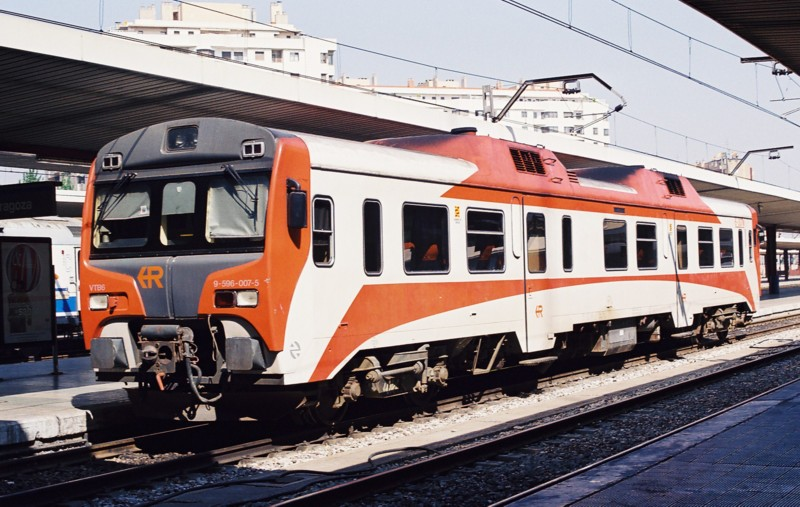
Train de la série 596, surnommé Tamagochi

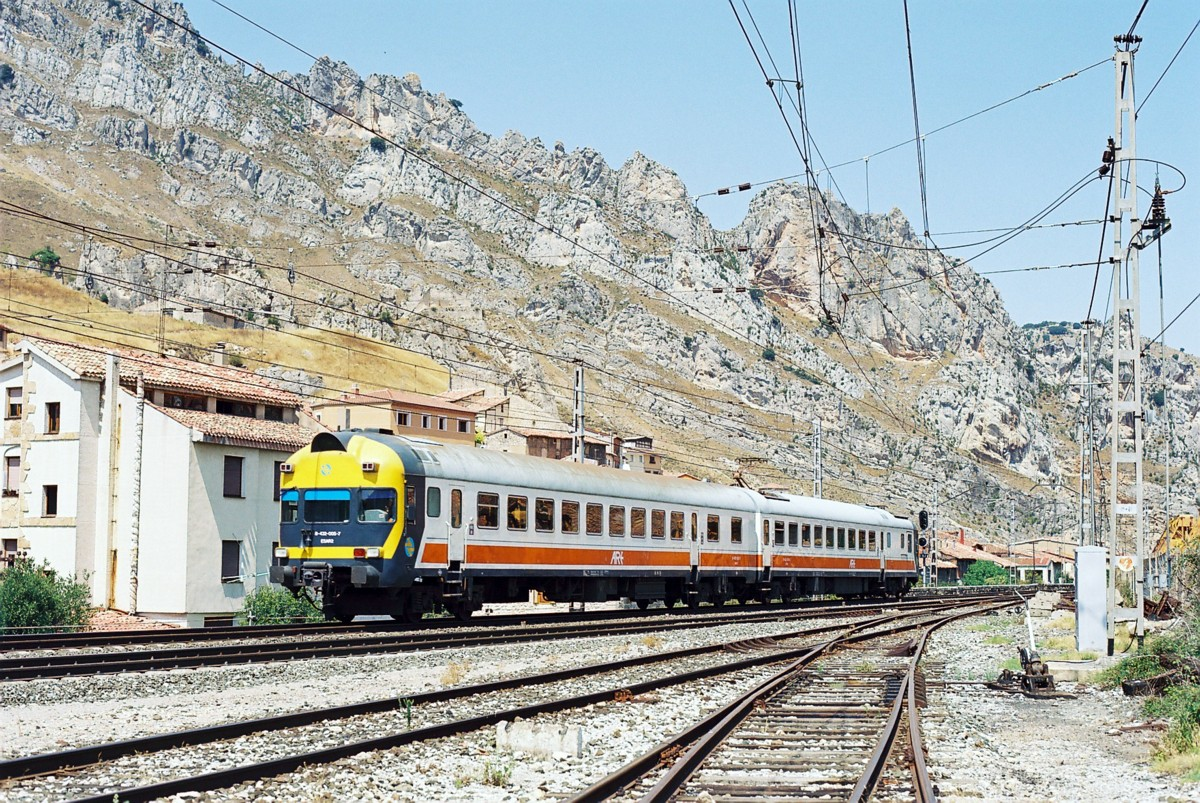
Train de la série 432

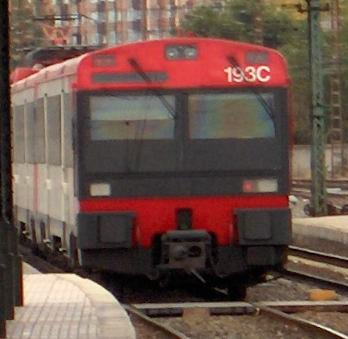
Train de la série 440 à Valladolid-Campo Grande

Regional est la marque utilisée en Espagne par la Renfe pour l'exploitation des services régionaux à moyenne distance jusqu'à 300 km. Ce service est situé au-dessus des trains de banlieue (Cercanías) et régionaux (Regional Exprés) avec moins d'arrêts intermédiaires et ne comporte pas de classe.
La fréquence des trains varie entre 30 et 60 minutes, comme la ligne qui relie Madrid et Ávila.

## Flotte
Diesel : 
- Série 592
- Série 593
- Série 596

Électrique : 
- Série 432
- Série 440
- Série 444

## Lignes desservies
Les lignes actuelles existantes sont :
- Madrid-Atocha - Ávila : 1 train tous les 2h
- Madrid-Atocha - Segovie : 1 train tous les 2h
- Barcelone-Sants - Cerbère : 9 trains par jour
- Portbou - Barcelone-Sants : 10 trains par jour
- L'Hospitalet de Llobregat - Latour-de-Carol - Enveitg : Trains internationaux
- L'Hospitalet de Llobregat - Lérida Pyrénées
- València-Nord - Cuenca
- Madrid-Atocha - Cuenca
- Cádix - Séville-Santa Justa : 3 trains par jour dans chaque sens
- Madrid-Atocha - Valladolid-Campo Grande

## Voir également
- Transport en Espagne
- Transport ferroviaire en Espagne
- Media Distancia Renfe
- Cercanías
- Liste de gares en Espagne